# Trachea derividata
Trachea derividata är en fjärilsart som beskrevs av Stanislaus Klemensiewicz 1912. Trachea derividata ingår i släktet Trachea och familjen nattflyn. Inga underarter finns listade i Catalogue of Life.